# Kettusaari (ö i Södra Savolax, S:t Michel, lat 61,51, long 26,71)
Kettusaari är en ö i Finland. Den ligger i sjön Tuusjärvi och i kommunen Mäntyharju i den ekonomiska regionen  S:t Michel och landskapet Södra Savolax, i den södra delen av landet, 180 km nordost om huvudstaden Helsingfors. Öns area är 1 hektar och dess största längd är 150 meter i öst-västlig riktning.